# Mistresses (série télévisée, 2008)
Pour les articles homonymes, voir Mistresses.
Mistresses, ou Maîtresses au Québec, est une série télévisée anglaise en seize épisodes de 52 minutes, créée par S. J. Clarkson et Lowri Glain et diffusée entre le 8 janvier 2008 et le 26 août 2010 sur le réseau BBC One.
En France, la série a été diffusée à partir du 6 novembre 2008 sur Téva puis rediffusée depuis le 14 août 2009 sur Arte, et au Québec à partir du 5 janvier 2010 à Télé-Québec.

## Synopsis
La vie et les amours d'un groupe d'amies d'une trentaine d'années, qui se sont connues à l'université, mais dont les vies ont pris des chemins différents.

## Distribution

### Acteurs principaux
- Sarah Parish (VFB : Manuela Servais) : Katie Roden
- Sharon Small (VFB : Fabienne Loriaux) : Trudi Malloy
- Shelley Conn (VFB : Marcha Van Boven) : Jessica Fraser
- Orla Brady (VFB : Marie Van R) : Siobhan Dhillon
- Adam Rayner (VFB : Mathieu Moreau) : Dominic Montgomery
- Flossie Ure : Gina Malloy
- Patrick Baladi (en) (VFB : Martin Spinhayer) : Richard Dunlop
- Lizzie Watkins : Amy Dunlop (15 épisodes)
- Adam Astill (en) (VFB : Philippe Allard) : Simon Bennett (13 épisodes)
- Raza Jaffrey (VFB : Alexandre Crépet) : Harry Dhillon (12 ép., saisons 1 et 2)
- Joanna Wright  : Cathy (12 ép., saisons 1 et 2)
- Max Brown (VFB : Sébastien Hébrant) : Sam Grey (saison 1)

### Acteurs récurrents
à partir  de la saison 1
- Mark Danbury (VFB : Daniel Nicodème) : Duggan (7 ép., saisons 1 et 2)
- Anna Torv (VFB : Delphine Moriau) : Alex (5 ép., saison 1)
- Alys Thomas  : Lisa (5 ép., saison 1)
- Joanne McQuinn  : Sally Moore (5 ép., saison 1)
- Thomas Cassidy  : Paul Jnr (4 ép., saison 1)
- Victoria Wicks (en)  : Jemma Grey (3 ép., saison 1)

à partir  de la saison 2
- Oliver Milburn  : Mark Hardy (10 ép., saisons 2 et 3)
- Steven Brand  : Jack Hudson  (saison 2)
- Mark Umbers  : Dan Tate (saison 2)
- Sean Francis  : Lucas Adams (saison 2)
- Thomas Lockyer  : Tom McCormack  (saison 2)
- Natasha Little  : Megan Hudson  (saison 2)
- Preeya Kalidas (en)  : Carrie  (saison 2)
- Katie Jones  : Vicki Kendall (4 ép., saison 2)
- Katy Carmichael (en)  : Elaine Thompson (3 ép., saison 2)

à partir  de la saison 3
- Joanna Lumley  : Vivienne Roden  (saison 3)
- Vincent Regan  : Chris Webb  (saison 3)
- Alice Patten (en) : Alice  (saison 3)
- Ella Peel  : Cathy Malloy (saison 3)
- Charlie Jenkins  : Elsa  (saison 3)
- Mark Bazeley  : Jeff (3 ép., saison 3)
- Ella Smith (en) : Steph (3 ép., saison 3)

## Épisodes

### Première saison (2008)
1. Amour et confusion (épisode 1)
2. Valse hésitation (épisode 2)
3. Passage à l'acte (épisode 3)
4. Tentations (épisode 4)
5. Confrontations (épisode 5)
6. L'Heure des choix (épisode 6)

### Seconde saison (2009)
1. Mariage coquin (épisode 1)
2. Serial menteuses (épisode 2)
3. La Condition humaine (épisode 3)
4. La Vie de chateau (épisode 4)
5. Célibataires endurcies (épisode 5)
6. Le Gène de l'amour (épisode 6)

### Troisième saison (2010)
1. Titre français inconnu (épisode 1)
2. Titre français inconnu (épisode 2)
3. Titre français inconnu (épisode 3)
4. Titre français inconnu (épisode 4)

## Adaptation
En 2008, la chaîne américaine Lifetime produit un pilote qui ne fera pas naître de série. Elle mettait en scène cinq femmes dans la trentaine : Jane Hollister (Holly Marie Combs), Shannon (Brooke Burns), Ava (Rochelle Aytes) Cecilia (Sarah Glendening (en)) et Kate (Camille Sullivan).
Au printemps 2012, le réseau américain ABC a commandé un remake mettant en vedette Katie (Kim Yoon-jin), April (Rochelle Aytes) (basée sur Trudi), Josslyn (Jes Macallan) (basée sur Jessica), et Savanah (Alyssa Milano). La nouvelle version est diffusé depuis le 3 juin 2013.